# Михаловци
Михаловци (словен. Mihalovci) су насељено место у општини Ормож, Подравска регија, Словенија.

## Историја
До територијалне реорганизације у Словенији били су у саставу старе општине Ормож.

## Становништво
У попису становништва из 2011. године, Михаловци су имали 136 становника.
| Број становника према пописима | Број становника према пописима | Број становника према пописима |
| ------------------------------ | ------------------------------ | ------------------------------ |
| 1991                           | 2002                           | 2011                           |
| 216                            | 204                            | 136                            |

Напомена: Године 2005. смањен за дио насеља који је проглашен за ново самостално насеље Светиње. Године 2007. смањен за део насеља који је проглашен за ново самостално насеље Трстеник.